# Hugo Almeida
Hugo Almeida (Figueira da Foz, Coímbra, Portugal, 23 de mayo de 1984) es un exfutbolista portugués que jugaba en la posición de delantero.
El 6 de febrero de 2020 anunció su retirada como futbolista profesional para tener un cargo en las categorías inferiores del Académica de Coimbra, equipo en el que jugaba en el momento de poner punto final a su trayectoria deportiva.

## Trayectoria
Almeida comenzó a jugar al fútbol en la ciudad natal del Club Associação Naval 1.º Maio, antes de ser fichado por el Fútbol Club Oporto. Hizo su debut en la Primera División en una victoria por 2-0 al SL Benfica, el 21 de septiembre de 2003, jugando tres minutos. Sin embargo, no tuvo lugar en el equipo, por lo que terminó jugando en estado de cedido con União de Leiria (con el que ya había jugado en la temporada anterior, también en calidad de préstamo) y el Boavista FC 
Almeida volvió a Porto en 2005-06 donde se coronó campeón nacional. Durante esa temporada en la Liga de Campeones de la UEFA, marcó un gol de 35 metros de tiro libre contra el FC Inter de Milán en el estadio Giuseppe Meazza, aunque su equipo perdió 2-1.
Almeida fue otra vez a préstamo en 2006-07, al SV Werder Bremen de la Bundesliga de Alemania, donde se reunió con su excompañero Diego del Oporto. Anotó 10 goles en 41 partidos (en todas las competiciones). Con la salida de Miroslav Klose, que fichó por el F. C. Bayern de Múnich, Almeida tuvo más opciones de jugar, y comenzó la temporada 2007-08 anotando siete veces en sus primeros 12 partidos de liga, incluyendo dos goles en la victoria por 4-1 ante el campeón Stuttgart. Terminaría la temporada con 16 goles en todas las competiciones, solo superado en el equipo por Diego.

### Participaciones en Copas del Mundo
| Mundial                        | Sede      | Resultado        |
| ------------------------------ | --------- | ---------------- |
| Copa Mundial de Fútbol de 2010 | Sudáfrica | Octavos de final |
| Copa Mundial de Fútbol de 2014 | Brasil    | Fase de grupos   |

## Clubes
| Club                    | País          | Año       | Partidos | Goles |
| ----------------------- | ------------- | --------- | -------- | ----- |
| F. C. Porto "B"         | Portugal      | 2002-2003 | 19       | 16    |
| F. C. Porto             | Portugal      | 2003-2007 | 51       | 5     |
| U. D. Leiria (cedido)   | Portugal      | 2003-2004 | 31       | 7     |
| Boavista F. C. (cedido) | Portugal      | 2005      | 16       | 3     |
| Werder Bremen           | Alemania      | 2007-2010 | 187      | 68    |
| Beşiktaş J. K.          | Turquía       | 2011-2014 | 110      | 47    |
| A. C. Cesena            | Italia        | 2014-2015 | 10       | 0     |
| F. C. Kubán Krasnodar   | Rusia         | 2015      | 13       | 3     |
| F. K. Anzhí Majachkalá  | Rusia         | 2015-2016 | 14       | 4     |
| Hannover 96             | Alemania      | 2016      | 7        | 1     |
| AEK Atenas F. C.        | Grecia        | 2016-2017 | 30       | 5     |
| H. N. K. Hajduk Split   | Croacia       | 2017-2018 | 16       | 3     |
| Académica de Coimbra    | Portugal      | 2018-2020 | 37       | 11    |
| Total carrera           | Total carrera | 2002-2020 | 541      | 173   |

## Palmarés

### Títulos nacionales
| Título                      | Club           | País     | Año  |
| --------------------------- | -------------- | -------- | ---- |
| Supercopa de Portugal       | F. C. Porto    | Portugal | 2003 |
| Supercopa de Portugal       | F. C. Porto    | Portugal | 2004 |
| Primeira Liga               | F. C. Porto    | Portugal | 2006 |
| Copa de Portugal            | F. C. Porto    | Portugal | 2006 |
| Copa de la Liga de Alemania | Werder Bremen  | Alemania | 2006 |
| Copa de Alemania            | Werder Bremen  | Alemania | 2009 |
| Copa de Turquía             | Beşiktaş J. K. | Turquía  | 2011 |